# FCヴォストーク
FCヴォストーク（カザフ語: Футбол Клубы Восток）は、カザフスタンのオスケメンをホームタウンとするサッカークラブ。

## 歴史
クラブは1963年にヴォストークとして創設された。ヴォストーク＝アディル、ヴォストーク＝アルティンを経て、再びヴォストークに改称された。1994年のカザフスタン・クボグィで初優勝し、アジアカップウィナーズカップ1995に出場した。

## タイトル
- カザフスタン・クボグィ：1回
  - 1994